# Casillas de Coria
Casillas de Coria település Spanyolországban, Cáceres tartományban. Casillas de Coria Cachorrilla, Pescueza, Moraleja, Casas de Don Gómez, Coria és Portaje községekkel határos. Lakosainak száma 344 fő (2024).

## Népesség
A település népessége az elmúlt években az alábbi módon változott:
| Lakosok száma | 537  | 498  | 494  | 470  | 455  | 423  | 400  | 349  | 344  | 344  |
|               | 2001 | 2004 | 2006 | 2009 | 2011 | 2014 | 2016 | 2019 | 2021 | 2024 |